# Santuario de Santa Teresa doctora de la Iglesia
El Santuario de Santa Teresa doctora de la Iglesia, fue construido como un Santuario Diocesano del ordinariato militar de Filipinas. Se trata de una estructura con una superficie de poco más de una hectárea, ubicada a lo largo de la calle Manlunas, en la ciudad de Pasay, en Filipinas.
El santuario tuvo su humilde comienzo como una improvisada capilla construida por el primer capellán asignado en la Fuerza Aérea de Filipinas en 1947, el p. José Alberto, en lo que entonces era la base aérea de Nichols, Pasay, en la Gran Manila, Filipinas. Originalmente dedicada a San Miguel Arcángel, fue ampliada y desarrollada en varias ocasiones por la Fuerza Aérea de Filipinas.